# Société de Charité Maternelle
La Société de Charité Maternelle ou Société maternelle est un organisme philanthropique français d'assistance sociale, fondé en 1788.

## Histoire

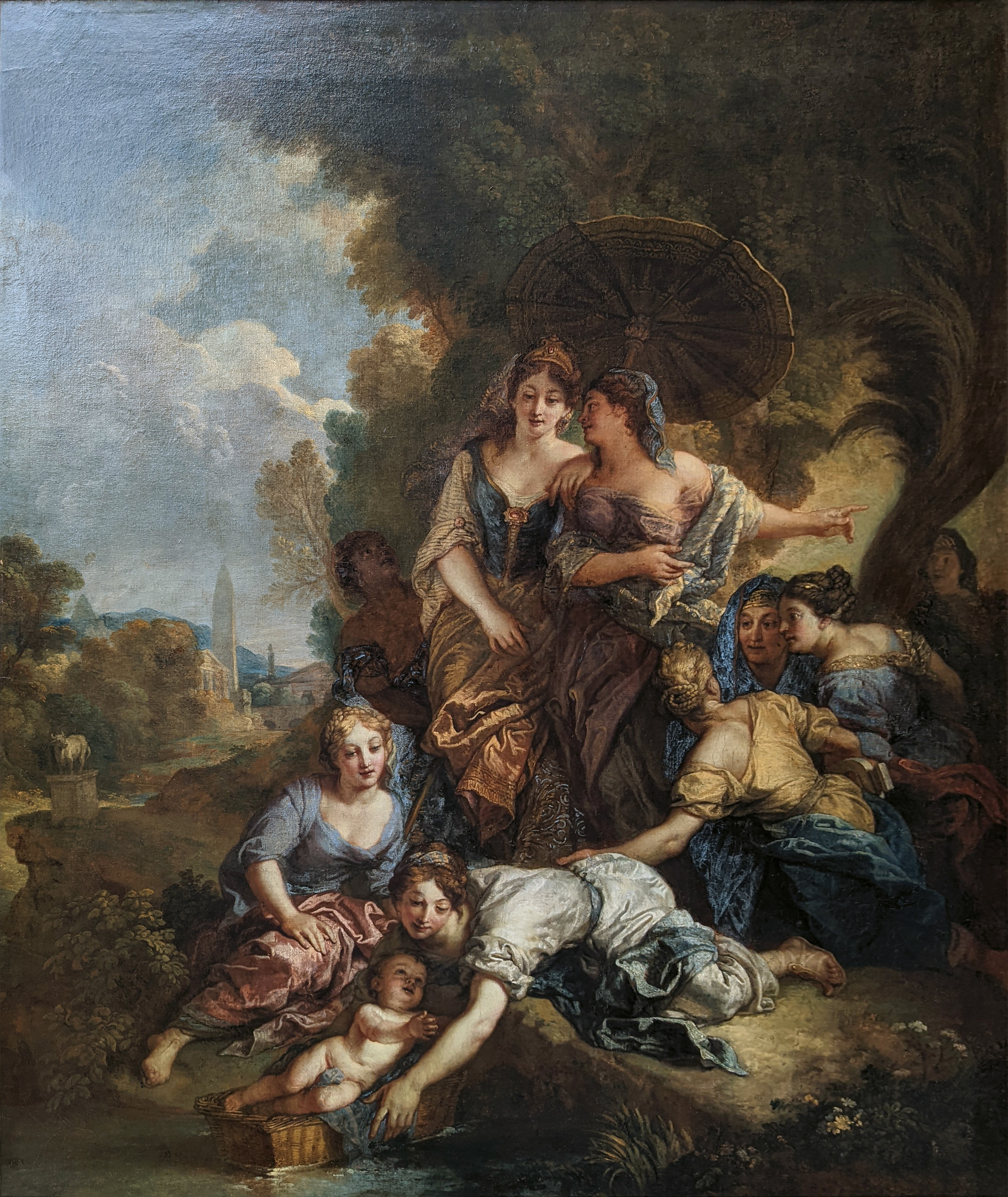
Moïse sauvé des eaux - Charles de La Fosse

Fonctionnant de manière informelle depuis 1784, elle fut officiellement fondée à Paris en mai 1788 par Anne-Françoise Doutremont, épouse de Jean de Fougeret, seigneur de la Motte, receveur général des finances.
Elle se situait dans la lignée de la Société Philanthropique, créée en 1780 sous le patronage du Roi Louis XVI.
Les statuts de l'organisation, placée sous l'invocation de Moïse sauvé des eaux, sujet de multiples représentations artistiques, sont établis le 22 février 1789 et elle ne fut inaugurée officiellement que le 4 janvier 1790. A cette date, la première réunion se tient au palais des Tuileries en présence de la reine Marie-Antoinette , qui avait accepté les fonctions de présidente d'honneur et de fondatrice honoraire ainsi que celle de protectrice de la Société, dont la présidente et fondatrice était alors Anne-Françoise de Fougeret. Dès lors, leurs réunions se tinrent régulièrement à l'Hôpital des Enfants Trouvés . De 1788 à 1790, la société, soutenue aussi par l'archevêque de Paris, Leclerc de Juigné, assiste 991 enfants.

La reine Marie-Antoinette et ses enfants - Élisabeth Vigée Le Brun

La Société avait pour but d'apporter une aide financière aux mères pauvres, en particulier aux mères de nourrissons. Elle s'inspirait du phénomène courant des mères pauvres qui confiaient leurs enfants à la garde des hôpitaux, où les conditions d'hébergement étaient si mauvaises que la mortalité infantile était très élevée. Dans le but d'éviter qu'elles abandonnent leurs enfants, les femmes recevaient de l'aide à domicile, pour l'accouchement, pour l'allaitement et l'entretien de l'enfant, après que la Société les ait examinées par le biais de visites et d'inspections, et les avait jugées dignes de cette aide.
La Société s'inscrivait dans un courant nouveau et moderne d'organisations caritatives privées laïques. Celles-ci allaient devenir courantes au XIXe siècle, mais au XVIIIe siècle elles étaient relativement nouvelles, car jusqu'alors la charité et l'aide sociale étaient habituellement gérées par l'Église.
Elle constituait également une innovation pionnière dans le fait que la Société était gérée exclusivement par des femmes et qu'elle était donc une organisation féminine laïque à une époque où les organisations féminines étaient généralement religieuses.
La Société fut fermée en 1793, pendant la Terreur, mais rouverte en 1801, sous les auspices du Ministère de l'Intérieur. L'empereur Napoléon Ier prit le contrôle de la Société par un décret du 5 mai 1810, puis un autre décret du 25 juillet 1811, et en fit une organisation-cadre impériale. Il y incorpora toutes les autres organisations caritatives féminines françaises similaires et nomma présidente honoraire l'impératrice Marie-Louise, petite-nièce de la reine Marie-Antoinette.

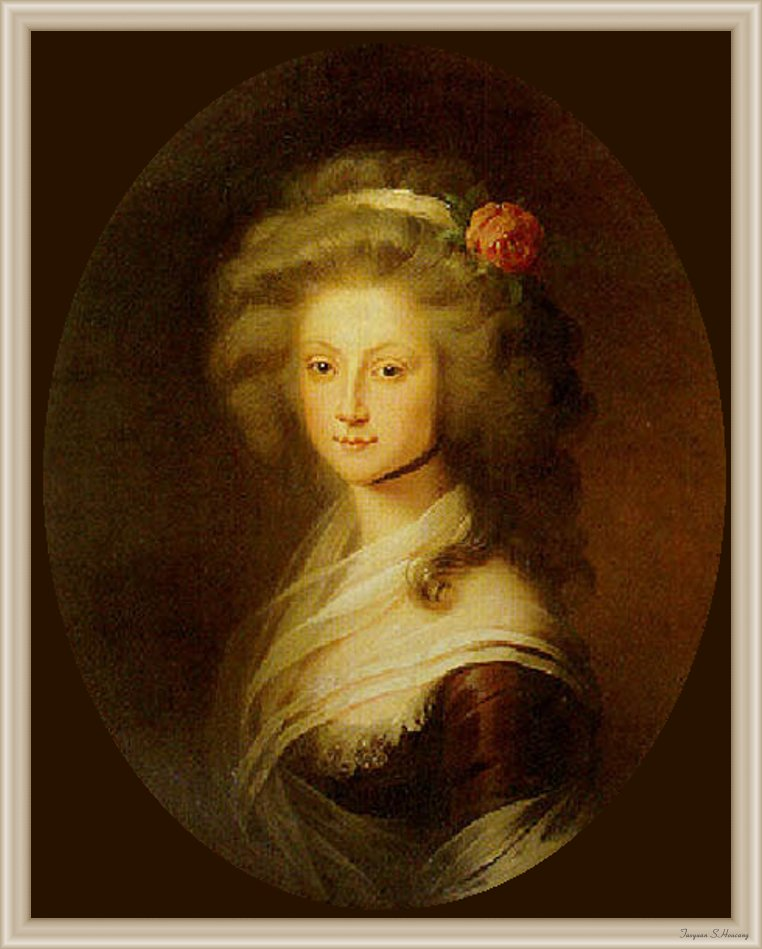
Anne-Françoise de Fougeret - Élisabeth Vigée Le Brun

La Société continua à bénéficier de la protection de l'État et fut placée sous la tutelle des femmes royales sous les régimes français suivants : sous la Restauration, Marie-Thérèse, duchesse d'Angoulême (fille de la reine Marie-Antoinette) jusqu'en 1830, puis la reine Marie-Amélie (nièce de Marie-Antoinette) pendant la monarchie de Juillet et l'impératrice Eugénie pendant le Second Empire.
Au XIXe siècle, quelques 70 sociétés de charité maternelle sont créées dans les grandes villes de province, sur le modèle de la société de charité maternelle de Paris et fonctionnent grâce aux dons et à l'investissement personnel de personnes fortunées, ainsi qu'aux subventions de l'Etat, des départements et des communes.
Leur personnel, essentiellement féminin, évalue l'aide à dispenser et la procure, en nature ou en argent, pendant la grossesse et après l'accouchement.
Les sociétés de charité maternelle connaissent sous le Second Empire l'apogée de leur influence, qui va décroitre à partir du dernier quart du XIXe siècle. La pression des médecins mène à une médicalisation de l'accouchement, et celle de l'opinion républicaine pointe tant la filiation religieuse des Sociétés de Charité que la restriction de leurs soins aux femmes mariées seulement.
Les Sociétés de Charité maternelle n'en paraissent pas moins constituer une étape déterminante dans l'élaboration des politiques publiques de protection sociale à l'époque moderne,.
Aujourd'hui, l'Association Charité maternelle de Paris gère le centre hospitalier des Côtes, à Jouy en Josas, spécialisé notamment dans la Pédiatrie cardiaque.